# 187283 Jeffhopkins
187283 Jeffhopkins è un asteroide della fascia principale. Scoperto nel 2005, presenta un'orbita caratterizzata da un semiasse maggiore pari a 2,7831807 UA e da un'eccentricità di 0,0975937, inclinata di 4,72384° rispetto all'eclittica.
L'asteroide è dedicato a Jeffrey L. Hopkins, fotometrista amatoriale che studiò e aiutò a comprendere uno degli oggetti della galassia più misteriosi: Epsilon Aurigae.